# 紫菊
紫菊（学名：Notoseris psilolepis）是菊科紫菊属的植物，为中国的特有植物。分布在中国大陆的四川、贵州、江西、广西、湖北、广东、湖南等地，生长于海拔850米至2,250米的地区，多生在山谷近水旁及林下，目前尚未由人工引种栽培。